# Ягодкіна Ольга Сергіївна
Ольга Сергіївна Ягодкіна (нар. 21 січня 1966 — пом. 18 грудня 2012) — українська футзальний гравець і тренер, під її керівництвом «Ніка» (Полтава) здобула 8 титулів чемпіона країни з футзалу серед жінок. Раніше — радянська хокеїстка (на траві) і футболістка, входила до збірної СРСР із футболу. Майстер спорту України, донька футбольного й футзального тренера Сергія Ягодкіна.

## Життєпис
З 12-річного віку грала за полтавську команду «Олімпія» з хокею на траві, яку створив її батько. Згодом виступала за «Спартак» (Московська область) і бориспільський «Колос» (багаторазовий чемпіон СРСР), де почала грати у футбол. Входила до складу футбольної збірної Радянського Союзу.
Із 1989 до 2000 року — гравець футзальної команди «Ніка» (Полтава), її капітан. Колектив став беззаперечним лідером українського жіночого футзалу, наприклад, 1998 року в чемпіонаті країни дівчата не втративши жодного очка — 12 перемог у 12 матчах, а різниця м'ячів встановила рекорд, який, здається, неможливо побити — 126:4. За амплуа — захисник. Ідеально бачила поле, більшість атак починалися з її точного пасу. Володіла добрим прицільним ударом. Виступала в національній збірній України. Згодом — головний тренер «Ніки», допомагала тренувати збірну України.
Закінчила державний інститут фізичної культури. Вихованці відзначали чуйність і добре серце Ольги, 2007 року вона взяла на виховання дитину, позбавлену батьківського піклування.
Померла 18 грудня 2012 року.